# 富瓦-坎代爾的安妮
安妮·德·富瓦（法語：Anne de Foix，1484年—1506年7月26日），匈牙利和波希米亞王后，1502年至1506年在位，英國維多利亞女王之母是其長女安娜·雅蓋洛與神聖羅馬皇帝斐迪南一世的後代子孫之一。

## 家庭
1502年，安妮與匈牙利國王烏拉斯洛二世結婚，兩人共有1子1女：
1. 安娜·雅蓋洛（1503年—1547年）
2. 拉約什二世（1506年—1526年）